# La chacala
La chacala es una telenovela mexicana de TV Azteca, producida por Juan David Burns, Elisa Salinas y marca el ingreso a TV Azteca como actores y productores de Christian Bach y Humberto Zurita con su casa productora ZUBA en 1997. 
Fue protagonizada y antagonizada por Christian Bach, como protagonista masculino tuvo a Jorge Rivero y con la participación antagónica de Julia Marichal.

## Sinopsis
Javier lleva a Delia, su esposa embarazada, a su finca situada en un pueblo perdido. A pesar de estar rodeada de amor y comodidades, Delia se siente intranquila. Un día Javier sale a cazar y mata a un venado que ante su horror se convierte en hombre. Los sirvientes de Javier tiran el cadáver a un barranco y le dicen que se olvide del incidente. Sin embargo, el fantasma del muerto, Simón, busca a su madre, la bruja del lugar, Dominga, y le suplica que vengue su muerte. La bruja Dominga se presenta en la finca de Javier, y bajo una misteriosa e inesperada lluvia de truenos y relámpagos, maldice a su familia. La esposa de Javier ha de parir gemelas; una de las cuales será un temible demonio. Poco después a Delia se le presenta el parto y da a luz a una linda niña. Todos respiran aliviados, pero unas horas después Delia vuelve a sentir contracciones. Esta vez nace una niña que la desgarra. Delia muere desangrada, pero siendo las niñas idénticas, ambas lindas y sanas, es difícil determinar cual de ellas causó la muerte de la madre. Pasan los años y las gemelas poseen personalidades muy distintas. Gilda es una doctora independiente que vive en la ciudad, en cambio su hermana Liliana es una frágil invalida que reside en la finca. No obstante, en una de ellas habita la espantosa Chacala que pronto hará su aparición destrozando la vida de quienes la rodean.

## Reparto
- Christian Bach - Gilda Almada / Liliana Almada / La Chacala / Delia de Almada
- Jorge Rivero - Javier Almada
- Julia Marichal - Dominga Maraibo
- Rafael Sánchez-Navarro - Joaquín García
- José Alonso - Padre Isaías
- Roberto Blandón - David
- Miguel Ángel Ferriz - Gustavo
- Anna Ciocchetti - Marina
- Enrique Novi - Alfredo
- Wendy de los Cobos - Gabriela
- Ramiro Huerta - Martín
- América Gabriel - Celia
- Irma Infante - Cristina
- Lina Santos - Brenda
- Claudine Sosa - Judith
- Edith Kleiman - Soledad
- Joanydka Mariel - Juana
- Ana Laura Espinosa - Jovita
- Edgardo Eliezer - Negro Simón
- Angelina Cruz - Telma
- Graciela Orozco - Eduviges
- Begoña Palacios - Mireya
- Grecia - Aída
- Roberto Montiel - Roberto
- Regina Torné - Consuelo Almada
- Javier Díaz Dueñas
- Toño Valdez - Kike
- Larry Edén - Armando
- Fernando Ciangherotti - Ismael
- Roger Cudney - Profesor Von Derek
- Gerardo Acuña
- Rodolfo Arias
- Carlos Cardán
- Alejandro Fagoaga
- César Fitch
- Fidel Garriga
- José González Márquez - Obispo
- Enoc Leaño - Jesús
- Marta Resnikoff - Tere
- Jorge Reynoso
- Mayra Rojas - Yolanda
- Deborah Ríos - Enfermera
- Fernando Sarfatti
- José Sefami
- Gerardo Zurita

### Invitados especiales
- Angélica Aragón - Mujer misteriosa